# كربون أزرق

دورة الكربون

الكربون الأزرق (بالإنجليزية: Blue carbon)‏، هو الكربون الذي استولت عليه المحيطات والنظم الإيكولوجية الساحلية في العالم. ويتم تخزين الكربون الذي تحتجزه الكائنات الحية في المحيطات على  شكل كُتل حيوية ورواسب من أشجار المنغروف والمستنقعات المالحة ومروج الأعشاب البحرية وطحالب.